# Solni trg (Tuzla)
Soni trg, trg u Tuzli. Postojao je i u srednjem vijeku i bio je urbanom i prostorno-teritorijalnom cjelinom u predosmanskoj srednjovjekovnoj Tuzli (Solima). Sjeverozapadno od Sonog trga bila je Drvena utvrda, na mjestu koje je danas Atik mahala. Sjeverno od Sonog trga je stambeni dio srednjovjekovnih Soli koji se zvao Varoš, u kojem je bio franjevački samostan sv. Petra. Na mjestu te utvrde danas je Atik mahala. Trg je napravljen oko prastarinskog slanog bunara. Još davno je ondje postojala iskonska eksploatacija slanice i proizvodnja soli. Prateća djelatnost bila je trgovina u vezi s tim, ali i trg s ostalom vrstom trgovačke robe i pružanjem obrtnih usluga.:str. 145. Sam trg bio je veliki slobodni prostor okružen građevinama u funkciji proizvodnje i trgovine solju.:str. 149. Pored Sonog trga poslije je nastala u osmanskom vremenu Isa-begova mahala.:str. 146. Tijekom 17. stoljeća Soni trg spada u važnije prostorno-teritorijalne cjeline uz veliku utvrdu-palanku, petnaestak mahala, Čaršiju i dr. Soni trg bio je unutar Hadži Hasanove mahale koja je bila unutar utvrde Palanke.:str. 147.